# Форхтенберг
Форхтенберг (нім. Forchtenberg) — місто в Німеччині, знаходиться в землі Баден-Вюртемберг. Підпорядковується адміністративному округу Штутгарт. Входить до складу району Гоенлое.
Площа — 38,07 км2. Населення становить 5141 ос. (станом на 31 грудня 2020).